# BM-25

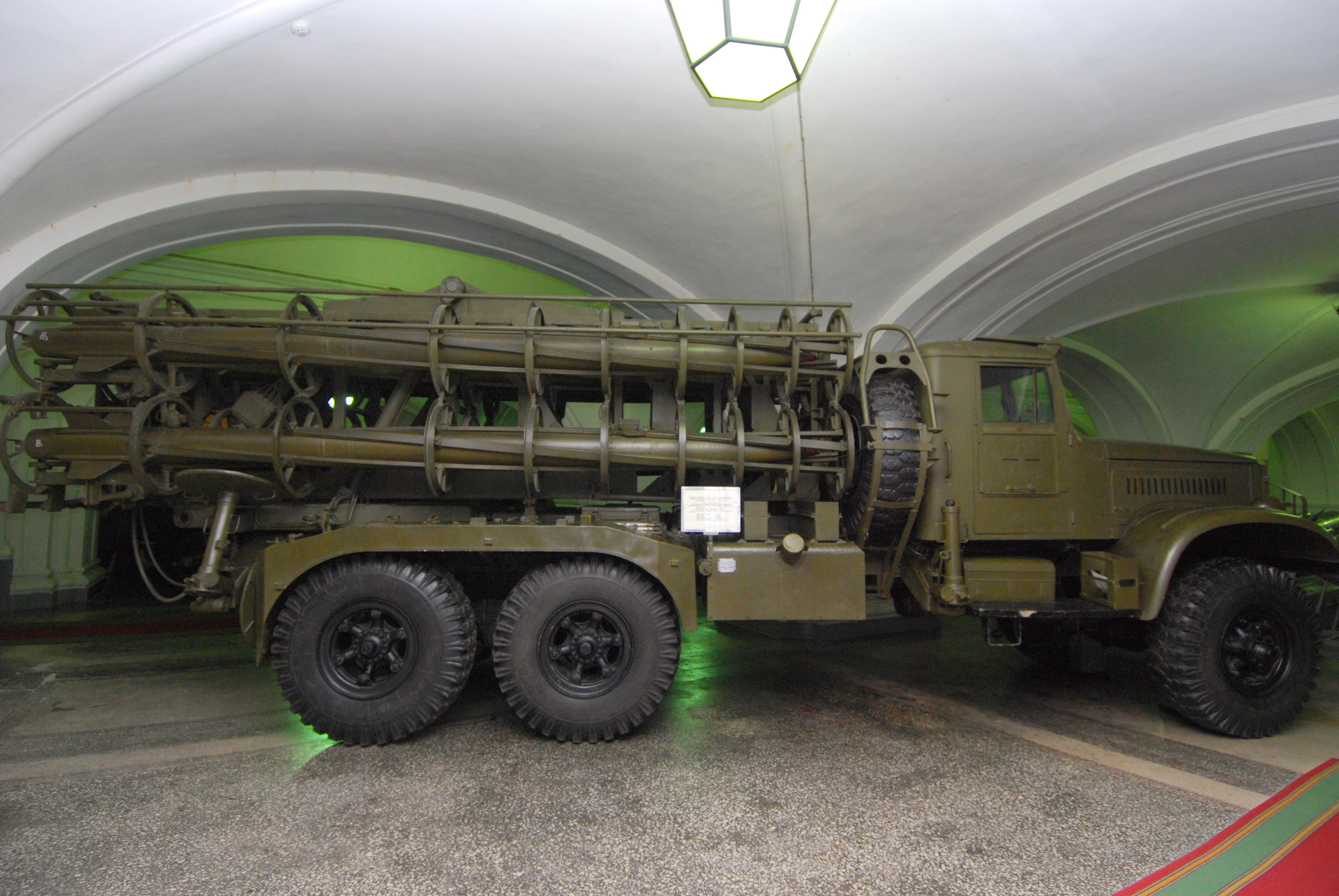
Raketomet BM-25 v petrohradském muzeu

BM-25 Koršun (drak, v indexu GRAU 2K5) byl salvový raketomet navržený v Sovětském svazu. Byl schopen odpalovat rakety 3R7 ráže 250 mm ze šesti odpalovacích tubusů. Nosné vozidlo bylo JAZ-214 (později KrAZ-214).
Systém byl vyvinut ve vědeckovýzkumném ústavu NII-88 v roce 1953. Jeho rakety poháněla směs petroleje a kyseliny dusičné. Měl dostřel 55 km, ale byl nepřesný.
Kvůli velké nepřesnosti raket bylo v SSSR v druhé polovině 50. let vyrobeno pouze malé množství zbraní. Systém byl exportován pouze do jižního Jemenu a nasazen byl pouze během občanské války v Jemenu. V boji se však BM-25 neosvědčil kvůli extrémně velkému rozptylu raketových salv. V sovětské armádě byl systém od poloviny 70. let vyřazován a nahrazován systémem BM-27.